# شورش اوتاته
محاصره اوتاته، شورش اوتاته (به ژاپنی: 御館の乱 Ōtate no ran) یک درگیری پس از مرگ ناگهانی اوئه‌سوگی کنشین در ژاپن بود که مابین خواهرزاده اوئه‌سوگی کاگه‌کاتسو و فرزندخوانده وی اوئه‌سوگی کاگه‌تورا (پسر هوجو اوجییاسو، دومین رهبر خاندان هوجوی اخیر) بر سر جانشینی کنشین رخ داد. قلعه به دست اوئه‌سوگی کاگه‌کاتسو سقوط کرد و پس از هاراکیری کاگه‌تورا، کاگه‌کاتسو خود را وارث کامل کنشین اعلام کرد.